# Cristian Bautista
Cristian Bautista (Móstoles, 21 de noviembre de 1989) es un actor español.
Su nombre completo es Cristian Bautista Morcuende. Empezó en el mundo de la interpretación a la temprana edad de 7 años, y desde entonces ha trabajado tanto en televisión como en cine y teatro.
Reside en Alcorcón, y es Licenciado en Comunicación Audiovisual (promoción de 2012) y Graduado en Periodismo Semipresencial, cursando ambas carreras en la Universidad Rey Juan Carlos de Fuenlabrada. Además, es hermano de la también actriz infantil Tamara Bautista.
A partir de 2010 ha compaginado la interpretación y el trabajo tras las cámaras. Durante dos años colaboró como periodista en el medio digital Alcorcón Diario Archivado el 12 de marzo de 2012 en Wayback Machine., del que a su vez fue cocreador. Desde 2017 trabaja en el departamento de producción de la serie Amar es para siempre.

## Filmografía

### Televisión

#### Papeles fijos
- Reset (2012). Piloto. Isla Producciones. (Personaje Charlie).
- ¡A ver si llego! (2009). Tele 5. (Personaje Quique).
- Javier ya no vive solo (2002-2003). Tele 5. (Personaje Lucas-Robocop).
- 5x5 (2000-2003). Programa infantil. Tele 5. (Presentador).

#### Papeles esporádicos
- Los misterios de Laura (2014). (Episódico). TVE 1.
- El Rey (2012). (Episódico). Miniserie. Telecinco.
- Frágiles (2011). (Episódico). Telecinco.
- La pecera de Eva (2009, 2010). (Episódicos). La Siete.
- Cuéntame como pasó (2009). (Episódicos). TVE 1.
- El internado (2008). (Episódico). Antena 3.
- Cuenta atrás (2007). (Episódico). Cuatro.
- Aquí no hay quien viva (2006). (Episódico). Antena 3.
- Los simuladores (2006). (Episódico). Cuatro.
- Matrimonio con hijos (2006). (Episódicos). Cuatro.
- SMS (2006). (Episódico). La Sexta.
- El comisario (2005, 2008). (Episódicos). Telecinco.
- Abierto 24 horas (2001). (Episódico). Antena 3.
- Hospital Central (2001, 2003, 2007, 2010). (Episódicos). Telecinco.
- Compañeros (1999). (Episódico). Antena 3.
- El rincón mágico (1998-1999). Programa infantil. Disney Channel.
- Periodistas (1998). (Episódico). Telecinco.

### Cine
| Año  | Título                                              | Personaje            | Dirección              |
| ---- | --------------------------------------------------- | -------------------- | ---------------------- |
| 2011 | Blackthorn: Sin destino                             | Perseguidor indígena | Mateo Gil              |
| 2005 | Vida y color                                        | Richard              | Santiago Tabernero     |
| 2004 | Plauto, recuerdo distorsionado de un tonto eventual | Chemín               | David Gordon           |
| 2003 | Una de zombis                                       | Aijón niño           | Miguel Ángel Lamata    |
| 2002 | El florido pensil                                   | Ruiz                 | Juan José Porto        |
| 2001 | No te fallaré                                       |                      | Manuel Ríos San Martín |

### Cortometrajes
- Migas de pan (2008), de Germán Esteva. Para Cruz Roja Española.
- El último adiós (2007), de Carlos López.
- Botell-off (2007), de Mapi Laguna. Para la Comunidad de Castilla-La Mancha.
- El chupinazo (2005), de Eva Patricia Fernández. Como Jaime.
- Onán (2002), de Pablo Tébar y Abraham López Feria. Como Onán.
- Residente (2000), de Iñaki Sánchez.
- Al final de la nana (1999), de Isidro Carvajal.

### Teatro
- Himmelweg, camino del cielo (2004), de Juan Mayorga y dirigida por Antoni Simón. Teatro María Guerrero, CDN.
- Esperando a Godot (2000-2001), de Samuel Beckett y dirigida por Lluís Pascual. Teatro de la Abadía y gira por España.

### Otros trabajos
- “Casting de Noticias” (2008). Sketch para Soitu.es dirigido por Borja Cobeaga.
- El show de la 3 (2005). Gala de Navidad. Antena 3.
- Vídeo promocional para Madrid 2012 (2005). Candidatura olímpica.
- Vídeos de aprendizaje del español para EE. UU. (2005). Lecciones de idioma.
- 25 Aniversario Constitución Española (2003). Vídeo Exposición para el Centro Cultural de la Villa, Madrid.
- La Pájara Pinta (2003). Documental para el Centenario de Rafael Alberti.
- Anuncios promocionales (2001-2008): El Súper, Cine 5 Estrellas, Aída...
- Publicidad (2001-2008). Spots para: Kellogg's, Helados Frigo, Revista "Explora y Navega", Iberia, Dada.net, Movistar, Media Markt, Mini Babybel...
- Gala Inocente Antena 3 TV (2001). Sketch. Antena 3.
- Gala aniversario Antena 3 TV (2000). Sketch. Antena 3.
- Caiga quien caiga (1999-2000). Sketches. Telecinco.
- Videoclip musical Malarians, grupo de Ska (1999).
- Peque Prix (1999). Cabecera de programa. TVE 1.
- Desfile de moda, Hotel Eurobuilding (1999).
- P.N.P.: Perdona Nuestros Pecados (1998). Cabecera de programa. No emitido. Telecinco.
- Desfile de moda, Centro Comercial Parquesur (1998).